# مازيراتي 3200 جي تي
مازيراتي 3200 جي تي (بالإنجليزية: Maserati 3200 GT)‏ هي سيارة ترفيه من صناعة مازيراتي أنتجت في 1998 وتوقف إنتاجها في 2001.